# Corydoras julii
Corydoras julii és una espècie de peix de la família dels cal·líctids i de l'ordre dels siluriformes.

## Morfologia
Els mascles poden assolir els 5,2 cm de longitud total.

## Distribució geogràfica
Es troba a Sud-amèrica: curs inferior del riu Amazones i rius costaners del nord-est del Brasil.